# サニーデイ・サービス (アルバム)
『サニーデイ・サービス』（Sunny Day Service）は、1997年10月22日に発売されたサニーデイ・サービス通算4作目のスタジオ・アルバム。

## 解説
前作『愛と笑いの夜 –a Night of Love & Laughter–』から9か月というインターバルでリリース。バンド名をタイトルに冠した本作は、今まで以上にバンドとしての一体感があるアルバムとなった。曽我部恵一は後に「これは楽しい思い出しかないなあ、一番ピークだったのかもしれない、人生的にも。なんか充実してた、とにかく全部が。でも、売れたりはしなかったよね。全部同じくらいの横ばいで。次は売れるか、次は売れるかって思ってたけど、最後まで一緒だった」「でも当時は“こんなにいいものを作ったのになんで売れないんだ”って焦りもあったよね」と振り返っている。
5月リリースのシングル「恋人の部屋」と共に、本作は4月には既に完成していたが、あまりに早すぎた為、その時点ではリリースが未定の状態だった。それほど短期間で完成した理由を、曽我部はリリース前のインタビューで「もうねえ、色々やりたいんですよ。まず、アルバム作りたくてしょうがなくて、7割か8割ぐらい曲作ってスタジオ入ったんですよ。とにかく曲いっぱいできて来たんですよ。『愛と笑いの夜』を作り終えて、発売になるちょい前くらいから。別に“次はこうだ!”とかは何も考えてないんだけど…。なんか、アイディアがふとわくんですよね、普通にしている時に。そのアイディアっていうのもものすごい漠然としてて、ふと来るわけですよ、やる気が。で、“アルバム作りたいな”と思って、曲いっぱい作るみたいな。もう曲がなくてもアルバム作るからスタジオ入るとか、そういう感じ」「いわゆる、一般に言う脂の乗った時期っていうか。人生の一番ピークの時かもしれないし、分かんないけど。もう、またすぐやりたいもん。別にアルバムじゃなくてもいいんだけど、ビデオでも何でも。で、やったら絶対確実にね、いいものが出来るっていう予感っていうか、確信みたいなものがあって」と答えている。また、前年（1996年）からライブを始めるにあたってレコーディングまでの間にメンバー全員が楽器を購入したことも、その理由と関係しているという。曽我部は「自分の楽器で自分の音を出すっていうのは、やっぱり嬉しい事だし。基本ですからね、言うまでもなく」「今バンドを始めたって感じですよ。それは楽器買ったってだけじゃなくて、いろんな部分である。3人で音楽作っていうのはすごい感じる、レコーディング入ってて。だからアルバムもすぐ終わったんじゃないかな。10日でレコーディング終わったんですよ。今まではなんか、バンドを使って自分の苦悩を表現するとか、自分の考えている事をバンドを使ってしゃべるとか、そういう部分が強かったけど、今はもっと、その二つが有機的に結び付いてサニーデイ・サービスって形になっていると思う」「ほんとねえ、やっと今からかなあっていう。だから、今からまた変わっていくんでしょうね。やっとね、“最初の確認はまず、みんな一応したかな”みたいな。で、ここからどうするかっていう。そういう問題だと思う。長い道のりでしたよ、ほんと。だから、前はその辺でもどかしい部分ってずっとありましたよ、『東京』ぐらいまで。僕が想像してるようなバンドと全然違うなあ、とかね。僕ら、ギターとベースとドラムいるけど、バンドじゃないんじゃないか、とか」とも答えていた。

## パッケージ、アートワーク
初回盤はミニ・ポスター封入の、三方背ボックス入りの初回限定パッケージ。ジャケットおよびブックレット内のメンバー写真はイギリスで撮影された。

## 評価
雑誌『ミュージック・マガジン』2016年7月号の特集「90年代の邦楽アルバム・ベスト100」で39位に選出。コメントでは本作を“90年代のサニーデイが音楽的な最高到達点を記録した作品”と位置付け、「渋谷系に対する愛情の裏返しとしてフォークを選び取った初期から、ブリット・ポップなど、同時代の音楽をフラットに鳴らしたサードを経て、他の何者でもないサニーデイの文体をここで確立したからこそ、本作にはセルフ・タイトルが付けられているのだ」と評した。

## 収録曲
| 全作詞・作曲・編曲: KEIICHI SOKABE。 |                        |                |                |      |
| #                                    | タイトル               | 作詞           | 作曲・編曲     | 時間 |
| 1.                                   | 「baby blue」          | KEIICHI SOKABE | KEIICHI SOKABE | 3:40 |
| 2.                                   | 「朝」                 | KEIICHI SOKABE | KEIICHI SOKABE | 4:07 |
| 3.                                   | 「NOW」                | KEIICHI SOKABE | KEIICHI SOKABE | 3:20 |
| 4.                                   | 「枯れ葉」             | KEIICHI SOKABE | KEIICHI SOKABE | 3:22 |
| 5.                                   | 「虹の午後に」         | KEIICHI SOKABE | KEIICHI SOKABE | 4:09 |
| 6.                                   | 「Wild Grass Picture」 | KEIICHI SOKABE | KEIICHI SOKABE | 2:36 |
| 7.                                   | 「PINK MOON」          | KEIICHI SOKABE | KEIICHI SOKABE | 4:52 |
| 8.                                   | 「星を見たかい?」      | KEIICHI SOKABE | KEIICHI SOKABE | 3:53 |
| 9.                                   | 「雨」                 | KEIICHI SOKABE | KEIICHI SOKABE | 3:54 |
| 10.                                  | 「そして風は吹く」     | KEIICHI SOKABE | KEIICHI SOKABE | 3:35 |
| 11.                                  | 「旅の手帖」           | KEIICHI SOKABE | KEIICHI SOKABE | 3:49 |
| 12.                                  | 「bye bye blackbird」  | KEIICHI SOKABE | KEIICHI SOKABE | 4:53 |
| 合計時間:                            | 合計時間:              | 46:10          |                |      |

## 楽曲解説
1. baby blue
具体性はないが、何かを始めるという意思の見える曲だという。曽我部は「思いがまず先に広がっていくような、実際に足を一歩踏み出す以前に。だから一行目で“さあ出ておいで”って言って、出てくるよりも先に思いが充満してて、それがまず窓から外に流れ出すような感じ。世界がどんなもんか見てやろう、自分の成り立ちとかそういうものを全部見てやろうっていう。でもそれは、酔いどれてフラフラッと出かける感じで全然いいと思うんですよ。意を決して“じゃあ行くぜ!”みたいな感じじゃない」と説明している。バンドらしさを感じさせる、各楽器の演奏については「これ、全然打ち合わせした事じゃなくて。俺は一切指示出してないし、田中も（丸山）晴茂君も全部勝手にやっている」「上手い下手じゃなくて。何て言うのかな、各楽器が一つになって、装甲車の車輪みたいにゴロゴロ進んで行く感じが。ゆっくりと太い車輪が回ってゆくような。こんなのないね、誰も出来ない」[5]という。その後城南予備校CMソングに使用され、ベスト・アルバム『Best Sky』[注釈 4]と、2013年リリースの2枚組ベスト・アルバム『サニーデイ・サービス BEST 1995-2000』[注釈 5]に、それぞれ収録された。
2. 朝
空が白んで来る頃に「baby blue」のようなことを思ったので、もっと太陽が上ってから“いよいよ出かけるか”と、内容が具体的になるが、曽我部は「そういうのが2曲目に、説明的にあった方がいいと思って。でもね、一番重要なのは“冬の朝 静けさが街を包み込んでしまう”っていうところであって。なんか空気の冷たさが、全部を包み込むような。自分の思いなり、主義主張なり、自分の靴なり、そういうを朝が全部包み込んでしまうような瞬間っていうか。自分のイデオロギーなり考えなりじゃなく。朝の誰もいない街の冷たさが結局すべて包み込んでしまう…。それが本当だし、そこにすごい重要なことがあるんじゃないかっていう」[5]と解説している。
3. NOW
ロッテ「ガーナミルクチョコレート」CMソングとして、シングルで先行リリースされた[注釈 6]。「朝」で“どこかの駅へ”と言って、列車に乗ったような曲だという。歌詞について曽我部は「実際にふたりずっと愛し合うかと思ったら違うと思うよ? でも、そう思える瞬間っていうのが重要だと思うからね」[5]と答えている。ベスト・アルバム『Best Sky』[注釈 4]と『サニーデイ・サービス BEST 1995-2000』[注釈 5]にも収録された。
4. 枯れ葉
曽我部は「これはちょっと悲しいような、一見ね。恋人が出て行った後の、残された女の子みたいな。だから<NOW>で列車に乗っている男の子が彼女と住んでた部屋だと思ってもらえばいいんだけど。<NOW>は列車で男の子がひとりで<枯れ葉>は部屋で女の子がひとり。でもね、それがすべて寂しくて悲しくて辛い事って捉えるのは違うと思うんですよ。ひとりになるっていう事は、すごく大事なことだと思いますね」[5]という。
5. 虹の午後に
この曲の独特のテンポ感について、曽我部は「わざと狂わせているわけじゃなくて…。スカッというテンポでもなくて、ノロノロ進むテンポでもなくて、ヘンな速度。それが、この曲の歩調に合っていたんでしょうね。で、その軽やかだけどどんくさい感じっていうのが、一番本当だなと思って。自分にとっても、サニーデイにとってもそうだし、ここで歌っていることにとっても…。都市と自然みたいな感じの曲だけど、そういう中を歩く速度はちょうどこういう感じなんじゃないかと思った」[5]という。ベスト・アルバム『Best Sky』[注釈 4]にも収録された。
6. Wild Grass Picture
自然がテーマの曲だという。曽我部は「これはもう、純粋なものに歌いかける曲にしたくて。今まで都市を抜け出て、次が自然というか…。世の中にある、具体的な形に見える、究極の純粋なものに語りかけるような曲にしたかった」とし、「純粋なものはすばらしいし、自分は汚れているだろうけど、その自分を肯定する事が一番重要だと思うんですよね。それを肯定して正しいと思わないと何も始まらないし、純粋であればあるほど正しいんだっていう考え方はおかしいなって思っているし。そういう対比」[5]だという。
7. PINK MOON
ようやく夜の帳が下りてくるような曲だという。曽我部は「夕方から徐々に街が暗くなっていって、ネオンがついたりつかなかったり。で、月が上るっていう」「風景がすごく濃い。イメージがすごく広がっていく曲で…。それが全部“新しい月が上る”っていうところに集約されていくような感じ。ワインを開けて祝う人々とか、明日の朝になったら出て行こうとする人達とか、年老いてしまった女の人とか…。そういういろんな夜に、結局また新しい月が上るっていう。その月っていうのが新しい、毎回違っている月だと思うと何かいいでしょう? それを、窓から顔を出して見てみようよっていう」[5]曲だと説明している。
8. 星を見たかい?
真夜中の曲だという。曽我部は「<PINK MOON>から<星を見たかい?>って、夕方になって夜の帳が降りて、世界中夜になって、何故か。それがだんだん深まって真夜中過ぎて、3時とか4時になっていく空気が本当の事としてあるからね。この2曲の流れには。それがすごいなと思う。世界中夜になる事なんてありえないんだけど、でも聴いているとまったくそう思っちゃう。メロウな気分なのか、セクシーな気分なのか。そういうのが全部入り混じったような夜っていうのがすごくある」[5]と解説している。
9. 雨
曽我部は「これはなんか、夜が更けてまた朝になって、空が白んでくるような雰囲気の曲で。また世界中ね、空が白んで朝になっていくような。これはほら、前の曲で色々あったじゃないですか? 夜とか昼とか朝とか。そういう世の事情を。全部まとめて歌いたいなあと思って」「いろんな思いが複雑にねじれあってめちゃくちゃになって来て、でも結局“やがて雨が降りだすんだ”っていうとこで“いいや”と思って」「自然というか、もっと大きな真実というか。自分がこうゴチャゴチャ考えて、“結局答えは俺が思っているようなことかな”とか“やっぱり違うのかなあ”とかそういうんじゃなくて、結局やがて雨が降りだして、すべてが無に帰すというか」[5]と語っている。
10. そして風は吹く
曽我部は「例えば、家の外に出たらすごくきれいな花が咲いていたと。で、カメラを取りに家に帰って、戻ってきたら風が吹いちゃって、もう全部花びらが散っていた。そういう事ってあるじゃないですか? “もうがっかり!”みたいな。あと、“嬉しいのか悲しいのか分からないような”って、ぼうぜんとして立ちすくんじゃうような事ってあるよね。単純な嬉しいとか悲しいじゃなくて、事実を目の前にぼうぜんと立ちすくんじゃう事。圧倒的な時事を目の前にした時の感情というか。なんか暴風雨みたいな感じにしたくてハードな曲にしたんだけど。前の曲が雨が降り出す直前でちょっと雲行きが怪しいぐらいの、すごく淡々とした曲で。で、次のこの曲は暴風雨。吹きすさぶ風みたいな」[5]と解説している。さらに、この曲のエンディングについては「これは結果オーライの曲で。録ってた時は俺、結構晴茂君のドラム・プレイにむかついてて。田中も俺もみんなを見ながらやってんのに、晴茂君よそ向いて叩いてたんですよ。合図しても全然気づかなくて、“くっそお!”とか思ってギター・ソロでめちゃくちゃ弾いてやって。で、曲が終わって“ジャーン、ジャン”で終わる予定だったの。そこで合図しようとしたら晴茂君また全然違うとこ向いてて、結局“ジャーン”って引っぱったまま。そしたら晴茂君が“あっ”て気づいて、“ドドン”ってやって、俺がすっごいむかついて“ガーッ!”ってやったら晴茂君がまた“ドドン”って…。それが全部入ってる」[5]と語っている。
11. 旅の手帖
この曲が、このアルバムのテーマだという。曽我部は「<旅の手帖>に今まであった<PINK MOON>の事とか、<虹の午後>の事とか、そういうのを全部書き込んでポケットに忍ばせるっていう。それで、またどこか別の場所で、その事を思い出そうかなって。すべてを忘れてしまおうって曲じゃなくて、すべてを書き込んでポケットには忍ばせておこうっていう」とし、この曲の後にもう1曲あることについては「これでシメだったら、それはすごく単純なレコードになったような気もしなくもないですけど…。だから俺が言ってる旅って旅行じゃなくて、生きていく事っていう感じだから。これでもしラストだったら、単純に旅のアルバムというか。“生きる事ってすばらしい”みたいな、結構希望を持たす曲ではあるのかなとは思いますけどね。旅っていうのは日常的なものだって感じだし」[5]という。後にJR四国CMソングに使用された。
12. bye bye blackbird
「旅の手帖」の後に、この曲が最後に入っている事について、曽我部は「足したっていうか、最初と最後の曲がまずあったって感じ。だから、1曲目と対比している曲であって。1曲目は“さあ出ておいで、世界を見に行こうよ”って語りかける、迎えに来た人。で、最後のこれは迎えに来られた人の曲って感じ。その声が聞こえたら、僕はいつでも行こうとするんだけど、列車に乗り遅れちゃったじゃないか…。だから、結局どこにも行ってなかったような。で、どっちも自分だと思うんですよね。何でかっていうと、<旅の手帖>で終わってると、より良い明日とかここじゃないどこかとか、そういう場所がまるであるかのような終わり方をしちゃうのが、俺は絶対イヤだったから。現実っていうのは今立っている場所で、それこそ“NOW”っていうもんだと思うし。結局ここからどこにも動けないんだっていう事実は、絶対的なものとしてあると思うんですよね。で、それが悲観的なことじゃなくて…、だから生きているんだし。だから結局、列車には乗れないわ、約束の時間は過ぎてるわっていうことなんですよね。で、結局誰もどこにも連れてってくれないというか、結局個っていうものしか存在しない。自分のみ持ちうる世界と、そこにある真実、それしかないっていう。そういう事を歌いたくて。誰かすごい天才がいて、その人がすごくいい解答を与えてくれるっていう事は全然なくて。みんな個人の世界なんだっていう。だから、より良いイデオロギーとかそういうものはない、っていう認識で終わりたかったんだと思うんですよ。“鳥”っていうのは、アルバムの途中から徐々に出てくるけど、それはストーリー・テラーみたいなもんで、すべてを俯瞰で見てるような存在だと思うんでね。それがまたどこに飛んでいって…。でも、鳥が飛んで行くっていうのは、行き先があるっていう事で。未来に飛んで行くのか過去に飛んで行くのか、自由なものっていうか。だから未来や過去と“NOW”っていうものはつながってんだなあとは思いますけど」[5]と答えている。

## クレジット

### baby blue
| VOCAL, ACOUSTIC GUITAR, PIANO SOLO 曽我部恵一 |
| BASS GUITAR 田中貴                            |
| DRUMS 丸山晴茂                                |

### 朝
| VOCAL, ELECTRIC & ACOUSTIC GUITAR 曽我部恵一 |
| BASS GUITAR 田中貴                           |
| DRUMS 丸山晴茂                               |

### NOW
| VOCAL, ACOUSTIC & ELECTRIC GUITAR 曽我部恵一 |
| BASS GUITAR, ELECTRIC PIANO, CHORUS 田中貴   |
| DRUMS, CHORUS 丸山晴茂                       |
| CHORUS 新井仁                                |

### 枯れ葉
| VOCAL, ACOUSTIC GUITAR 曽我部恵一 |
| MELLOTRON 田中貴                  |
| TAMBOURINE 丸山晴茂               |
| STRINGS ARRANGEMENT 四家卯大      |
| STRINGS 四家ストリングス          |

### 虹の午後に
| VOCAL, ELECTRIC GUITAR 曽我部恵一 |
| BASS GUITAR 田中貴                |
| DRUMS, MARACAS 丸山晴茂           |

### Wild Grass Picture
| VOCAL, ACOUSTIC GUITAR 曽我部恵一 |

### PINK MOON
| VOCAL, ACOUSTIC & ELECTRIC GUITAR 曽我部恵一 |
| BASS GUITAR, CHORUS 田中貴                   |
| DRUMS, CHORUS 丸山晴茂                       |
| ELECTRIC GUITAR (LEFT) 新井仁                |
| PIANO 中村文俊                               |

### 星を見たかい?
| VOCAL, ACOUSTIC & ELECTRIC GUITAR, VIBRAPHONE 曽我部恵一 |
| BASS GUITAR 田中貴                                       |
| DRUMS 丸山晴茂                                           |

### 雨
| VOCAL, ELECTRIC GUITAR 曽我部恵一 |
| BASS GUITAR 田中貴                |
| DRUMS, TAMBOURINE 丸山晴茂        |

### そして風は吹く
| VOCAL, ELECTRIC & ACOUSTIC GUITAR 曽我部恵一 |
| BASS GUITAR 田中貴                           |
| DRUMS 丸山晴茂                               |

### 旅の手帖
| VOCAL, ELECTRIC & ACOUSTIC GUITAR 曽我部恵一 |
| BASS GUITAR 田中貴                           |
| DRUMS 丸山晴茂                               |

### bye bye blackbird
| VOCAL, ACOUSTIC GUITAR 曽我部恵一 |
| BASS GUITAR, PIANO 田中貴         |
| DRUMS 丸山晴茂                    |
| STRINGS ARRANGEMENT 矢野誠        |
| STRINGS 篠崎正嗣ストリングス      |

### スタッフ
| Written & Produced by 曽我部恵一       |
|                                        |
| Studio : SOUND aLIVE                   |
| Recorded & Mixed by 中村文俊           |
| (except “NOW” Mixed by 湊雅行)         |
| Assistant Engineers : 百瀬渡, 吉満宏之 |
|                                        |
| Mastered by 石井亘 at ONKIO HAUS       |
| Assistant : 高橋佳子                   |
|                                        |
| Photos by 坂本正郁                     |
| Art Direction by 小田島等 (FD design)  |
|                                        |
| Director : 渡邊文武                    |
| Executive Producer : 大蔵博            |
|                                        |
| サニーデイ・サービス                   |
| 曽我部恵一                             |
| 田中貴                                 |
| 丸山晴茂                               |

## LP:SGLP-1005

### 解説
デビュー20周年記念として、未アナログ化のアルバム4作品『若者たち』『愛と笑いの夜 –a Night of Love & Laughter–』『サニーデイ・サービス』『24時』をLPでリリースしていくプロジェクトの第三弾として『若者たち』『愛と笑いの夜 –a Night of Love & Laughter–』に続き、本作が最新マスタリングを施してのアナログ・カッティングにより、18年前のCD発売日と同じ日にレコードとしてリリース。封入特典としてこれまで同様、当時の告知ポスターを復刻。

### 収録曲

#### SIDE A
1. baby blue
2. 朝
3. NOW
4. 枯れ葉
5. 虹の午後に
6. Wild Grass Picture

#### SIDE B
1. PINK MOON
2. 星を見たかい?
3. 雨
4. そして風は吹く
5. 旅の手帖
6. bye bye blackbird

### クレジット
| 2015 Analog reissue staff                |
| 企画 A&R / 本根誠 (JETSET)               |
| セールスプロモーション / 塚原雅州 (MIDI) |
| リマスタリング / 山本アキヲ              |
| リデザイン / 金野志保 (ROSE RECORDS)     |
| 監修 / 曽我部恵一                        |
| エグゼクティブプロデューサー / 大蔵博    |

## リリース日一覧
| 地域 | リリース日     | レーベル                             | 規格 | カタログ番号 | 備考                                                                   |
| ---- | -------------- | ------------------------------------ | ---- | ------------ | ---------------------------------------------------------------------- |
| 日本 | 1997年10月22日 | RHYME ⁄ MIDI                         | CD   | MDCL-1321    | 初回盤はミニ・ポスター封入の、三方背ボックス入りの初回限定パッケージ。 |
| 日本 | 2015年10月22日 | MIDI ⁄ JETSET RECORDS ⁄ ROSE RECORDS | LP   | SGLP-1005    | 生産限定盤                                                             |